# Водопад на Мокрањској стени
Водопад на Мокрањској стени налази се десетак километара јужно од Неготина, у близини села Мокрање.
Сиколска река створила је диван водопад и испод њега језеро. Претпоставља се да је у време Римљана мост спајао две највеће стене, а археолози су пронашли доста старих предмета из тог доба. Такође се претпоставља да испод стена постоји такозвана „Хајдучка пећина“.

## Положај и карактеристике
Геолошку грађу Мокрањаских стена сачињавају дубинске стене, карбонатне стене и шкриљци. У магматским вододрживим стенама образује се плитка издан која је сиромашна водом. Са кристалним шкриљцима удружене су и велике масе гранита. Такође у овом подручју се налазе и пешчари и конгломерати. Све стене су се стварале у морској води. Прве стене су настане у периоду карбона од угљенисаних биљних честица.
Водопад је својим обрушивањем створио прелепо мало језеро, које у летњем периоду посећују мештани и Неготинци. Нажалост прилаз језерцету и водопаду није баш уређен, тако да се у време бујне вегетације теже долази до језера. У непосредној близини се налази и чувени виноградски рејон, као и ловиште Алија које се простире на преко 300 хектара.